# Szabó Ildikó (gordonkaművész)
Szabó Ildikó (1993, Budapest — ) magyar gordonkaművész.

## Életútja
A technikájáról és zenei képzelőerejéről ismert csellista a fiatal művészgeneráció egyik egyénisége. Szabó Ildikó a „több, mint rendkívüli tehetség”  1993-ban született Budapesten, nagy zenei hagyományokkal rendelkező muzsikus családban. Nagyapja, Szabó Csaba zeneszerző és zenetudós, édesapja, Szabó Péter Liszt-Ferenc-díjas csellóművész, a Budapesti Fesztiválzenekar szólócsellistája. 12 évesen adta első szólóestjét a Művészetek Palotájában, Budapesten. Első hanglemezfelvételét 14 évesen készítette, a Hungaroton kiadó számára, amely a cselló irodalom legvirtuózabb darabjait tartalmazza. Jelenleg 16 nemzetközi verseny díjazottja. 2013-ban elnyerte a Junior Prima Díjat, ami az egyik legrangosabb díj Magyarországon fiatal zeneművészek számára. 2014-ben, 21 évesen Ildikó a világ egyik legrangosabb csellóversenyén, a budapesti Pablo Casals Csellóversenyen II. díjat, Közönségdíjat és további 7 különdíjat nyert. Rendszeresen koncertezik a világ számos rangos koncert termében, mesterkurzusokat tart Európában és a Távol Keleten.  2023 októberétől Ildikó a weimari Liszt Ferenc Zeneművészeti Főiskola  kamarazenei docense, valamint a Julius-Stern-Institute - Berlini Művészeti Egyetem cselló tanára. Ildikó a Larsen Strings művésze, egy Joseph Hel (1892) által készített hangszeren játszik.

## Tanulmányok
Ildikó gordonkatanulmányait 4 évesen kezdte Czéh Ágnes növendékeként. 11 évesen felvételt nyert a Liszt Ferenc Zeneművészeti Egyetem Rendkívüli Tehetségek Képzőjébe Budapesten, ahol tanára Mező László volt. Nyaranta (2007-2011), Starker János mesterkurzusain vett részt a Jacobs School of Music Summer String kurzusain, mielőtt 2011-től 2018-ig (B.Mus, M.Mus) a Berlini Művészeti Egyetemen (UDK) Jens Peter Maintznál folytatta tanulmányait. Posztgraduális tanulmányok: Hochschule für Musik Franz Liszt Weimar 2018-2021  – Konzertexamen fokozat –, Kronberg Academy 2020-2023 – Professional Studies,  Wolfgang Emanuel Schmidt osztályában.  Többek között, Starker János, Lynn Harrell, Natalia Gutman, Claudio Bohórquez, Gautier Capuçon, Lluis Claret, David Geringas, Gary Hoffman, Frans Helmerson, Ivan Monighetti, Philippe Müller, Gustav Rivinius mesterkurzusain vett részt.

## Munkássága
Ildikó 12 évesen adta első szólóestjét a Művészetek Palotájában, Budapesten. Világhírű koncerttermekben játszott, mint az amszterdami Concertgebouw, a berlini Konzerthaus, a bécsi Arnold Schönberg Center, a bloomingtoni Auer Concert Hall, a budapesti Liszt Ferenc Zeneakadémia Nagyterme, a budapesti Művészetek Palotája, az Accademia Chigiana Nagyterme,  a hamburgi Elbphilharmonie és Laieszhalle, a Las Palmas-i Alfredo Kraus Auditórium, a londoni Wigmore Hall és a St. Martin-in-the-Fields, a Los Angeles-i Walt Disney Hall, a párizsi Louis Vuitton Alapítvány, a portói Casa da Musica, a salzburgi Mozarteum, a szentpétervári Mariinszkij Színház, a velencei Teatro La Fenice, valamint a Tel Aviv Museum of Art.
Neves karmesterekkel lépett fel, mint Fischer Iván, Hamar Zsolt, Héja Domonkos, Hollerung Gábor, Jankó Zsolt, Luciano di Martino, Leo McFall, Keller András, Kovács János, Medveczky Ádám, Michael Sanderling, Takács-Nagy Gábor, Vashegyi György, Vásáry Tamás.
Számos kamarazenei projektben dolgozott együtt kiváló művészekkel, mint Claudio Bohórquez, Jesse Flowers, Kirill Gerstein, Viviane Hagner, Volker Jacobsen, Lajkó István, Yura Lee, Rados Ferenc, Arnold Steinhardt, Matthias Schorn, Clemens Trautmann, Várjon Dénes és Tabea Zimmermann.
Európa szerte rangos zenekarok szólistájaként lépett fel, úgy mint a Budapesti Fesztiválzenekar, Concerto Budapest, Budafoki Dohnányi Ernő Szimfonikus Zenekar, Európa Kamarazenekar, Hamburgi Szimfonikus Zenekar, a Liszt Ferenc Kamarazenekar, a Magyar Rádió Szimfonikus Zenekara, Mendelssohn Kamarazenekar, Bohuslav Martinů Filharmonikus Zenekar, MÁV Szimfonikus Zenekar, Meininger Hofkapelle, Miskolci Szimfonikus Zenekar, Nagyváradi Állami Filharmónia, Nemzeti Filharmonikus Zenekar, Pannon Filharmonikusok, Portói Szimfonikus Zenekar, valamint a Savaria Szimfonikus Zenekar.
Rangos fesztiválokon lépett fel mint: a Bach Fesztivál Las Palmasban, BBC Hay Fesztivál, a Budapesti Tavaszi Fesztivál, a CAFe Budapest Kortárs Zenei Fesztivál, a Heidelbergi Tavaszi Fesztivál, The International Holland Music Sessions, IMS Prussia Cove Fesztivál, a Kodály Művészeti Fesztivál, a Krzyżowa-Music Kamarazenei Fesztivál Kreisauban, a Mecklenburg-Vorpomerániai Fesztivál, a Gstaadi Menuhin Festival, a Rheingau Fesztivál, a Schleswig-Holsteini Zenei Fesztivál, a Los Angelesi Piatigorsky Nemzetközi Csellófesztivál, a Verbier Fesztivál, valamint a Zempléni Fesztivál.
Ildikót különös szenvedély köti a magyar-erdélyi repertoárhoz – ebben a vonatkozásban személyes kapcsolatot alakított ki Kurtág Györggyel és Eötvös Péterrel. Ezt tükrözi diszkográfiája is.  

## Diszkográfia
| Év   | Cím                                           | Kiadó                    | Előadók                                                                                                  | Tartalom | Díjak                                            | Egyéb |
| ---- | --------------------------------------------- | ------------------------ | --- | --- | ------------------------------------------------ | --- |
| 2008 | Dance of the Elves                            | Hungaroton, HCD32592     | Ildikó Szabó - cello, Ágota Lénárt - piano                                                               | - Rimsky-Korsakov: Flight of the Bumble Bee, - Tchaikovsky: Pezzo capriccioso, Op. 62, - Davidov: Am Springbrunnen, Op. 20 No. 2. - Saint-Saëns: Le carnaval des animaux: Le Cygne, - Bartók: Rhapsody for Cello & Piano No. 1, Sz.88, - Kodály: Romance lyrique, - Popper: Dance of the Elves, Op. 39 - Dvořák: Waldesruhe (Silent woods) for cello and orchestra, Op. 68 No. 5, - Cassadó: Requiebros - Schumann: Adagio and Allegro in A flat major, Op. 70, - Popper: Spinning Song, Op. 55 No. 1 |                                                  | |
| 2014 | Moór Emanuel: Cello Concertos                 | Hungaroton, HCD 32728    | Ildikó Szabó - cello, Péter Szabó - cello, Hungarian Symphony Orchestra, Miskolc Zsolt Hamar – conductor | |                                                  | |
| 2020 | Heritage                                      | Hungaroton, HCD 32813    | Ildikó Szabó - cello                                                                                     | works by: Eötvös, Kodály, Kurtág, Ligeti, Szabó (a kiadvány 2 világpremier felvételt tartalmaz) | Jelölés: Preis der Deutschen Schallplattenkritik | |
| 2023 | Beethoven: Complete works for cello and piano | Hungaroton, HCD 32870-71 | Ildikó Szabó - cello, István Lajkó - piano                                                               | | Jelölés: ICMA díj 2024                           | Sir Alfred Brendel úgy jellemezte a Beethoven felvételt, mint egy ,,nagyon jelentős interpretáció egy különleges, fiatal csellóművésztől." |

## Filmográfia
- 18 évesen készítette első DVD-felvételét[18], amely J. S. Bach, Beethoven, Martinu műveit, és Kodály Szólószonátájának felvételét tartalmazza. Közreműködik: Szabó Ildikó cselló, Lénárt Ágota zongora
- Rózsa Miklós: Csellóverseny Op.32,- Budapesti Bemutató [19]- 2019. április 12. Közreműködik: Szabó Ildikó cselló, Vezényel: Héja Domonkos és a Concerto Budapest, Budapesti Vígadó.
- Ciao Cello - TONALI Grand Prix der Cellisten 2012 [20]

## Díjak, jelölések
| Év   | Díjak                                                                            | Díjak |
| ---- | -------------------------------------------------------------------------------- | --- |
| 2019 | A Louis Vuitton Alapítvány Classe d’Exellence díjazottja                         | A Louis Vuitton Alapítvány Classe d’Exellence díjazottja |
| 2019 | Felix Mendelssohn-Bartholdy Verseny                                              | Különdíj a legjobb kortárs mű tolmácsolásáért |
| 2016 | Kitüntetés a Német Zenei Verseny ösztöndíjával, (BAKJK) Bonn                     | Kitüntetés a Német Zenei Verseny ösztöndíjával, (BAKJK) Bonn |
| 2014 | International Zoltán Kodály Preis – ISA - Semmering                              | International Zoltán Kodály Preis – ISA - Semmering |
| 2014 | 48. Budapesti Nemzetközi Zenei Verseny - Pablo Casals Nemzetközi Gordonkaverseny | II. díj, Közönségdíj + 7 különdíj – (1. A legeredményesebb Magyar Résztvevő Díja, 2. Zempléni fesztivál, 3. Miskolci Szimfonikus Zenekar, 4. Kodály Intézet, 5. Pro Kultúra Sopron, 6. Fidelio, 7. Óbudai Társaskör) |
| 2013 | 2019 Német Akadémiai Alapítvány ösztöndíja (Studienstiftung des deutchen Volkes) | 2019 Német Akadémiai Alapítvány ösztöndíja (Studienstiftung des deutchen Volkes) |
| 2013 | XI. Domenico Gabrielli – Gordonkaverseny                                         | III. Díj |
| 2013 | Junior Príma Díj                                                                 | Junior Príma Díj |
| 2012 | Tonali Grand Prix Hamburg                                                        | III. Díj |
| 2012 | Antonio Janigro 5th International Cello Competition                              | Különdíj |
| 2011 | II Casa da Música International Suggia Prize                                     | Döntős |
| 2009 | David Popper IV. Nemzetközi Csellóverseny                                        | I. Díj |
| 2009 | Johansen International Competition for Young String Players , Washington         | egyedüli európai döntős résztvevő |
| 2008 | 7. Antonio Janigro International Cello Competition - Porec                       | I. Díj és Különdíj, Diploma-The Jeunesse Musicales of Croatia Award |
| 2007 | „Magyar Csillagok” díj - Duna Televízió                                          | „Magyar Csillagok” díj - Duna Televízió |
| 2007 | Concorso Europeo “Alfredo e Vanda Marcosig”                                      | I. Díj |
| 2006 | Liezen International Wettbewerb –Österreich                                      | Violoncello I. Díj |
| 2006 | David Popper III. Nemzetközi Csellóverseny                                       | II. Díj |
| 2005 | Internationaler Dotzauer-Wettbewerb für junge Cellisten                          | II. Díj |
| 2004 | Antonio Janigro International Cello Competition Porec                            | II. Díj |
| 2004 | Wettbewerb für Violoncello, Liezen International Österreich                      | III. Díj |
| 2003 | David Popper II. Nemzetközi Csellóverseny                                        | II. Díj |

| Alapítványi díjak és ösztöndíjak |
| --- |
| 2020 -21-es Fischer Annie Zenei Előadóművészeti Ösztöndíj                                                                               |
| Alumna of the arteMusica-Stiftung Frankfurt                                                                                             |
| Alumna of Studienstiftung des deutchen Volkes (2013-tól 2021-ig)                                                                        |
| A Német Zenei Életért Alapítvány Alumnája (Alumna of Deutche Stiftung Musikleben) - Antonio Sgarbi (Rome, 1894) cselló 2013tól -2024-ig |

| CD-díjak és jelölések                         | CD-díjak és jelölések                   |
| --------------------------------------------- | --------------------------------------- |
| Heritage                                      | Preis der deutschen Schallplattenkritik |
| Beethoven: Complete works for cello and piano | ICMA - Díj jelölés                      |

## Interjúk
- Kulúra.hu
- ELLE Magazin
- INDEX
- EPA.OSZK
- BBC Music Magazine

### Papageno
- https://papageno.hu/featured/2019/03/szabo-ildiko-a-hangszer-alaprepertoarjat-mar-a-magamenak-erzem/,
- https://papageno.hu/intermezzo/2021/08/rangos-nemet-fesztival-szolistajakent-lepett-fel-szabo-ildiko/
- https://papageno.hu/intermezzo/2022/10/szabo-ildiko-interju-cellissimo/,

## Kritikák
- MOMUS
- Gramophone
- GRAMOFON Magazin
- Muzlife Magazi